# Bedford, Kentucky
Bedford är en ort i Trimble County i delstaten Kentucky, USA. År 2000 hade orten 677 invånare. Den har enligt United States Census Bureau en area på  1,0 km², allt är land. Bedford är administrativ huvudort (county seat) i Trimble County. 